# Мезик (Северна Каролина)
Мезик (енгл. Mesic) град је у америчкој савезној држави Северна Каролина.

## Демографија
По попису из 2010. године број становника је 220, што је 37 (-14,4%) становника мање него 2000. године.
| Група             | 2000.       | 2010.       |
| Белци             | 76 (29,6%)  | 86 (39,1%)  |
| Афроамериканци    | 176 (68,5%) | 133 (60,5%) |
| Азијати           | 2 (0,8%)    | 0 (0,0%)    |
| Хиспаноамериканци | 0 (0,0%)    | 0 (0,0%)    |
| Укупно            | 257         | 220         |